# Veranlagungszeitraum
Der Veranlagungszeitraum ist ein Begriff aus dem deutschen und österreichischen Steuerrecht. Es ist der Zeitraum, für den die Steuer festgesetzt wird.

## Regelungen in Deutschland
Im § 2 Abs. 7 EStG ist festgelegt, dass es sich bei der Einkommensteuer um eine Jahressteuer handelt. Nach § 25 Abs. 1 EStG ist daher Veranlagungszeitraum das Kalenderjahr. Die Bemessungsgrundlage der Einkommensteuer, nämlich das zu versteuernde Einkommen, ist für ein Kalenderjahr zu ermitteln.
Auch die Körperschaftsteuer ist gemäß § 7 KStG eine Jahressteuer. Nach § 31 Abs. 1 Satz 1 KStG, § 25 Abs. 1 EStG ist der Veranlagungszeitraum dementsprechend ebenfalls das Kalenderjahr.
Bei der Gewerbesteuer entspricht nach § 7 Abs. 1 Satz 1 GewStG der Veranlagungszeitraum dem Erhebungszeitraum. Erhebungszeitraum ist das Kalenderjahr oder die kürzere Dauer der Steuerpflicht im Kalenderjahr (§ 14 GewStG).
Der Veranlagungszeitraum der seit 1997 aufgrund Verfassungswidrigkeit nicht mehr erhobenen  Vermögensteuer betrug drei Jahre.

## Ähnliche Begriffe
Das Umsatzsteuergesetz bezeichnet den Zeitraum, für den die Besteuerungsgrundlagen ermittelt werden, als Besteuerungszeitraum. Er entspricht in der Regel dem Kalenderjahr (§ 16 UStG). In der praktischen Steueranwendung wird der Begriff Veranlagungszeitraum auch für die Umsatzsteuer verwendet.
Das Wirtschaftsjahr ist der Zeitraum, in dem Land- und Forstwirte und Gewerbetreibende ihren Gewinn ermitteln (§ 4a EStG). Nach Abs. 2 dieser Vorschrift wird bei Land- und Forstwirten der Gewinn zeitanteilig den Veranlagungszeiträumen zugerechnet und bei Gewerbetreibenden dem Veranlagungszeitraum, in dem das Wirtschaftsjahr endet.

## Andere Staaten
Steuerperiode oder Steuerjahr sind vergleichbare Begriffe des Steuerrechts der Schweiz (DBG Art. 209).
In Großbritannien weicht das Steuerjahr (Tax year) aus historischen Gründen vom Kalenderjahr ab. Bei der Einkommensteuer (Income tax) beginnt es am 6. April eines Jahres und endet am 5. April des folgenden Jahres. In diesem Zusammenhang wird manchmal auch vom fiskalischen Jahr (Fiscal year) gesprochen. Bei der britischen Corporation Tax ist der Begriff Finanzjahr (Financial year) üblich, das am 1. April beginnt und am 31. März endet.
In Namibia geht das Steuerjahr (englisch Tax year) vom 1. März eines jeden Jahres bis zum letzten Tag des Monats Februar des folgenden Jahres. Unternehmen können eigene Finanzjahre festlegen (zum Beispiel Kalenderjahre), sind aber an das steuerliche Jahr gegenüber dem Finanzamt gebunden.